# ميلوس ماير
ميلوس ماير (بالتشيكية: Miloš Meier)‏ هو موسيقي تشيكي، ولد في 17 يونيو 1984 في يهلافا في التشيك.